# Демирхисарски заговор
Демирхисарският заговор или Бърсячката буна (на сръбски: Буна у Демир Хисару или Брсјачка буна) е опит за бунт на българското население в югозападна Македония против властта в Османската империя, след като е взето решението на Берлинския конгрес Македония да остане под турска власт. Според някои автори заговорът обхваща териториите между градовете Крушево, Битоля и Прилеп, като е потушено след 6 месеца през пролетта на 1881 година. Други автори разглеждат събитията, свързани с бунта, като част от Охридското съзаклятие и разкриват връзките на въстаническите водачи от различните части на Западна Македония с Охридския революционен комитет и с Натанаил Охридски.
След края на Руско-турската война (1877-1878) положението в Македония се влошава. От загубените османски територии към Македония се стича бежанска вълна на мюсюламнското население, а албанските разбойници се активизират в западните дялове на областта. След потушаването на Кресненско-Разложкото въстание в Македония се завръщат доброволческите чети, участвали във въстанието и предхождащата го война. Стефан Петревски от Лубще се връща в родния си край с чета поречани подготвена в Турну Северин, в която влиза и Мицко Кръстев. След него Димитър Чакрев с чета от 9 души пристига в Прилепско от Кюстендил. През 1880 година се свързва с организаторите на заверата на Ангел Танасков Церанец в Крушево поп Христо, Никола Ковачот и Христо Карев, баща на Ташко Карев. Те изработват план, за който трябва да съберат пари, оръжие и провизии в Долно Дивяци, където да се съсредоточат и всички местни чети.
Заговорниците правят връзка с организаторите на Охридскота съзаклятие, което подготвя за въстание областта между Охрид, Битоля и Кичево. Бунтът започва на 14 октомври 1880 година (Петковден) в църквата „Свети Илия“ във Велмевци. Като организатори се изтъкват бивши опълченци и местни четници като Илия Делия, Ангел Танасков, Христо Костадинов, Стефан Петревски, Кузман Петревски и други. Започва организирането прочистване на турски и албански разбойници, като в село Лубще се създават общо две чети, които действат успешно в Поречие. През пролетта на 1881 година турските власти разкриват и залавят ръководителите на бунтовете в Охридско и Крушевско, а до началото на 1882 година разпръскват и всички чети. В Битоля е сформиран военен съд, който осъжда четирима ръководители на по 101 години затвор, девет други на по 15 години заточение, а шестима са освободени поради липса на доказателства. Общо над 80 души са осъдени по време на процесите, а други около 700 пострадват.